# 15 de desembre
El 15 de desembre és el tres-cents quaranta-novè dia de l'any del calendari gregorià i el tres-cents cinquantè en els anys de traspàs. Queden 16 dies per finalitzar l'any.

## Esdeveniments
Països Catalans
- 1412 - Casp: Ferran I és escollit rei d'Aragó.
- 1829 - Maó: És inaugurat el Teatre Principal de Maó, el teatre d'òpera més antic d'Espanya.[1]
- 1943 - Barcelona: Es reobre el Teatre Romea després de la guerra civil.

Resta del món
- 533 - A prop de Cartago: Batalla de Tricamàrum, última batalla de la Guerra Vandàlica enfrontament entre les forces dels vàndals, i les tropes de l'Imperi Romà d'Orient. Victòria romana d'Orient.
- 687 - Roma: és nomenat Papa de Roma Sergi I.
- 1462, Emirat de Gibraltar: Enric IV de Castella va incorporar l'Emirat de Gibraltar a la Corona de Castella.
- 1640 - Portugal: Joan IV de Portugal és coronat com a Rei de Portugal després d'iniciar una revolució l'1 de desembre de 1640 que va aconseguir expulsar els castellans.
- 1834 - Arquijas (Navarra): la batalla d'Arquijas de la primera guerra carlina va acabar amb la retirada dels dos bàndols.
- 1937 - Terol: comença la batalla de Terol que acabarà el 22 de febrer de 1938 amb victòria franquista.
- 1946 - Tailàndia esdevé membre de l'ONU.
- 1961 - Israel: Adolf Eichmann és condemnat a morir a la forca per crims contra la humanitat, sentència que es compleix l'1 de juny de 1962.
- 1976 - Espanya: s'hi celebra el referèndum que plebiscitarà la Llei per a la Reforma Política.
- 1976 - Samoa esdevé membre de l'ONU.
- 1995 - El Tribunal de Justícia de les Comunitats Europees emet l'anomenada Llei Bosman.
- 1995 - Madrid: Els estats membres de la Unió Europea acorden la creació d'una moneda comuna europea, l'Euro.
- 1994 - Palau esdevé membre de l'ONU.
- 2000 - Txornòbil (Ucraïna): La central nuclear de Txornòbil tanca definitivament després del greu accident de l'any 1986.
- 2001 - Pisa (Itàlia): Es reobre el públic la Torre de Pisa, després d'una dècada d'obres per la reconstrucció i estabilització.

## Naixements
Països Catalans
- 1846 - Barcelona: Eusebi Güell i Bacigalupi, industrial, polític i mecenes català
- 1894 - Santiago de Xile: Joaquim Zamacois i Soler, compositor i professor de música català.
- 1926 - Barcelona: Josep Maria Castellet, escriptor, crític literari i editor català
- 1943 - Santpedor: Anna Balletbò i Puig, periodista i política catalana.[2]
- 1972 - Barcelona: Manuel Gibernau Bultó, conegut com a Sete Gibernau, pilot de motociclisme català.
- 1976 - Sabadell: Roger Garcia, futbolista català.
- 1979 - Solsona: Raül Garrigasait i Colomés, filòleg clàssic, escriptor, traductor i editor català.
- 1982 - 
  - Grau de Castelló: Marina Albiol Guzmán, política valenciana que ha estat eurodiputada al Parlament Europeu.[3]
  - Caracas, Veneçuela: Irene Bou Linares, artista hispano-veneçolana que viu a Mataró.[4]
- 1994 - Sabadell: Elisabet Casanovas, actriu catalana.

Resta del món
- 37, Antium, Latium: Neró, emperador romà.
- 130, Roma: Luci Aureli Ver, ascut amb el nom de Luci Ceioni Còmmode, emperador romà.
- 1533, Llangadwaladr, illa d'Anglesey, Regne Unit: Owen Lewis, bisbe gal·lès.
- 1488, Àndria, Pulla: Ferran d'Aragó, duc de Calàbria, aristòcrata napolità de sang reial què arribà a ser virrei de València en companyia de la seua muller Germana de Foix
- 1610, Anvers: David Teniers el Jove, pintor barroc flamenc,
- 1832, Dijon, França: Gustave Eiffel, enginyer civil francès.
- 1840, Berlín: Louis-César Desormes, compositor francès del Romanticisme.
- 1843, Madrid: Francisco Silvela, polític i escriptor espanyol. President del govern entre el 1899 i el 1902.
- 1852, París, França): Antoine Henri Becquerel, físic francès, Premi Nobel de Física
- 1859, Białystok, Polònia: Ludwik Lejzer Zamenhof, oftalmòleg polonès, creador de l'idioma esperanto.
- 1860, Tórshavn, illes Fèroe: Niels Ryberg Finsen, metge danès, guardonat amb el Premi Nobel de Medicina o Fisiologia l'any 1903 per les seves investigacions dels efectes terapèutics de la llum.
- 1870, Brtnice (Moràvia, Imperi Austrohongarès, avui República Txeca): Josef Hoffmann, arquitecte i dissenyador industrial (m. 1956).
- 1877, Almacaveː Emília de Sousa Costa, escriptora i feminista portuguesa (m. 1959).[5]
- 1907, Rio de Janeiro, Brasil): Óscar Niemeyer, arquitecte brasiler.
- 1912, Sacramento: Ray Eames, artista i dissenyadora estatunidenca esdevinguda clàssica del segle xx (m. 1988).[6]
- 1915, Amsterdam: Carel Kneulman, escultor, il·lustrador i artista gràfic neerlandès.
- 1916, Pongaroa, Nova Zelanda: Maurice Wilkins, biofísic anglès guardonat amb el Premi Nobel de Medicina o Fisiologia l'any 1962 pel seu descobriment de l'estructura de l'ADN.
- 1945, Tunis: Selma Baccar, cineasta, productora i política tunisenca, primera dona a fer un llargmetratge a Tunísia.[7]
- 1959, Vicente Noble, Barahona, República Dominicana): Lucrecia Pérez, immigrant dominicana a Madrid, víctima mortal de racisme i xenofòbia, el primer cas reconegut com a tal a Espanya (m. 1992).
- 1979: San Diego, Califòrnia, Estats Units: Adam Brody, actor estatunidenc

## Necrològiques
Països Catalans
- 1227: Alemany d'Aiguaviva, bisbe de Girona.
- 1478 - Barcelona: Miquel Delgado, 33è president de la Generalitat de Catalunya.
- 1909 - Barcelona: Francesc Tàrrega, compositor i guitarrista valencià.
- 1917 - Barcelona: Teresa Guasch i Toda, fundadora, juntament amb Teresa Toda i Juncosa, de la congregació de les Germanes Carmelites Tereses de Sant Josep.
- 1950 - Barcelona: Josep Maria Folch i Torres, escriptor català (n. 1880).[8]
- 1990 - Barcelona: Miquel Coll i Alentorn, polític català, president del Parlament de Catalunya entre 1984 i 1988.

Resta del món
- 1673, 
  - Roma: Salvator Rosa, pintor, gravador i poeta del barroc italià (n. 1615).
  - Nottinghamshire, Anglaterra: Margaret Cavendish, científica, filòsofa i escriptora anglesa (n. 1623).[9]
- 1675, Delft, Comtat d'Holanda: Johannes Vermeer, pintor holandès (n. 1632).[10]
- 1713, Roma: Carlo Maratta, pintor pontifici italià de l'alt barroc.
- 1785, Estocolm: Lars Lalin, poeta i compositor suec.
- 1885:
  - Lisboa: Ferran II de Portugal, conegut com «el Rei-Artista», rei de Portugal (1837-1853) i regent del Regne (1853-1855).
  - París, França: Jacques Charles François Sturm, matemàtic francès.
- 1889, San Francisco: Karl Formes, cantant d'òpera alemany
- 1890, Estats Units: Bou Assegut, cabdill sioux, vencedor de la batalla de Little Big Horn.
- 1917, Madrid: Gumersindo de Azcárate, jurista, pensador, historiador, catedràtic i polític lleonès (n. 1840).
- 1927, París, Elsa von Freytag-Loringhoven, primera artista dadaista (n. 1874).[11]
- 1943, Kansas City: Fats Waller, pianista i organista de jazz, cantant i director d'orquestra nord-americà (n. 1904).[12]
- 1951, Nova York: María Grever, compositora de música popular mexicana, autora de boleros molt coneguts (n. 1885).[13]
- 1958, Zúric, Suïssa: Wolfgang Pauli, un dels pares fundadors de la mecànica quàntica i autor del principi d'exclusió de Pauli, premi Nobel de Física l'any 1945 (n. 1900).
- 1962, Hollywood, Califòrnia, EUA: Charles Laughton, actor i director de cinema i teatre, nascut al Regne Unit.
- 1991, Kíev, RSS d'Ucraïna: Vasili Zàitsev, franctirador de l'exèrcit roig soviètic.
- 1966, Chicago, EUA: Walt Disney, director, animador i productor de cinema estatunidenc.
- 1979, Newbury Park, Califòrnia: Ethel Lackie, nedadora nord-americana, guanyadora de dues medalles olímpiques (n. 1907).[14]
- 2008, Guayaquil (Equador): León Febres-Cordero, polític equatorià, President de l'Equador.
- 2010, Santa Monica, EUA: Blake Edwards, director de cinema, guionista i productor estatunidenc.
- 2012, Sanà: Jamala al-Baidhani, activista iemenita que donà suport als drets civils de les dones amb diversitat funcional.[15]
- 2013, Carmel-by-the-Sea, Califòrnia: Joan Fontaine, actriu estatunidenca (n. 1917).[16]
- 2021, Berea, Kentucky: bell hooks, intel·lectual, feminista, i militant estatunidenca (n. 1952).[17]

## Festes i commemoracions
- Santoral: sant Urbici de Nocito, monjo; beata Maria Vittoria de Fornari Strata, fundadora de l'Orde de la Santíssima Anunciació; venerable Teresa Guasch i Toda, fundadora de les Germanes Carmelites Tereses de Sant Josep.